# Harvard–Smithsonian Center for Astrophysics

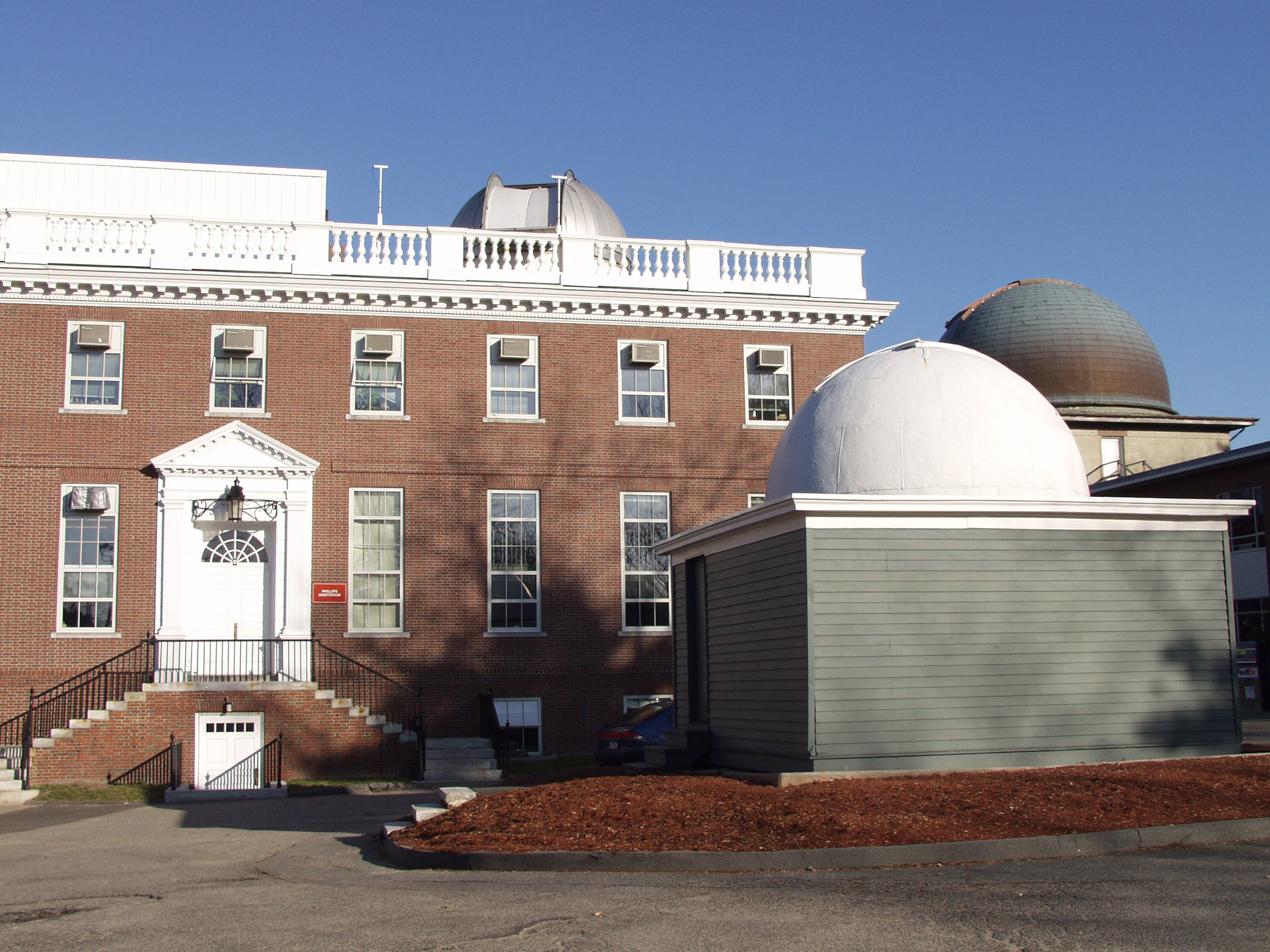
Het CfA

Het Harvard–Smithsonian Center for Astrophysics (CfA) is een van de grootste astrofysische instituten in de wereld. Het doel van het instituut is om meer te weten te komen over het heelal en de educatie in astronomie en astrofysica te bevorderen.
Het CfA werd in 1973 opgericht als een joint venture tussen Smithsonian Institution en Harvard-universiteit. Het bestaat momenteel uit het Harvard College Observatory en het Smithsonian Astrophysical Observatory.
De huidige directeur van het CfA is Charles R. Alcock, die werd benoemd in 2004. De directeur van 1982 tot 2004 was Irwin I. Shapiro.

## Observatoria
Hieronder enkele observatoria die het CfA ofwel bezit, ofwel aan mee heeft gewerkt.
- Chandra X-Ray Observatory
- Hinode
- Submillimeter Array
- SOHO
- Magellan-telescopen
- Spitzer Space Telescope